# Comité pour les relations culturelles avec les pays étrangers
 (mars 2025).
Le Comité pour les relations culturelles avec les pays étrangers (CCRFC ; en coréen : 대외문화련락위원회) est une organisation nord-coréenne chargée d'organiser les échanges culturels avec d'autres pays.
Le comité a été fondé lors de la proclamation de l’État nord-coréen. Elle a été conçue sur le modèle de son équivalent soviétique, la VOKS. Au départ, l'organisation cherchait à susciter la bonne volonté envers la Corée du Nord à l'étranger, mais après la famine nord-coréenne, elle s'est concentrée sur l'acquisition de ressources. Elle recherche des devises fortes grâce au tourisme, à la diplomatie culturelle et aux investissements directs étrangers.
Le comité soutient l’Association d’amitié avec la Corée et d’autres sociétés d’amitié. Le personnel du comité mène une vie relativement cosmopolite avec accès aux voyages, aux personnes et aux biens étrangers. Son personnel comprend des hauts responsables du Parti du travail de Corée au pouvoir et de l'appareil de sécurité de l'État. Le personnel organise des transactions commerciales avec des étrangers pour échapper aux restrictions commerciales internationales et recevoir une part des bénéfices. Bien que ces accords aient eu un succès limité, le comité reste influent en tant que point de contact pour les journalistes et autres visiteurs étrangers, dont les guides peuvent être des représentants du comité. Ses activités chevauchent et concurrencent celles du ministère des Affaires étrangères. 
La présidente actuelle est Kim Jong-suk et le vice-président So Ho-won,. Le comité est basé à Pyongyang. 